# Cañete la Real
Cañete la Real  é um município da Espanha na província de Málaga, comunidade autónoma da Andaluzia, de área 165 km² com população de 2052 habitantes (2004) e densidade populacional de 12,61 hab/km².
Embora existam vestigios que indicam a ocupação humana desde a pré-historia, os registos mais seguros sobre a origem da aldeia são da era ibérica, quando existia um assentamento que os fenicios chamaram Sabora devido aos extensos cereais ("Sabora" deriva de "ebura", que significa grão de cereal).

## Demografia
| Variação demográfica do município entre 1991 e 2004 | Variação demográfica do município entre 1991 e 2004 | Variação demográfica do município entre 1991 e 2004 | Variação demográfica do município entre 1991 e 2004 |
| --------------------------------------------------- | --------------------------------------------------- | --------------------------------------------------- | --------------------------------------------------- |
| 1991                                                | 1996                                                | 2001                                                | 2004                                                |
| 2341                                                | 2247                                                | 2178                                                | 2084                                                |